# Béta (település)
Béta (románul Beta) falu Romániában, Hargita megyében. Közigazgatásilag Bögöz község része.

## Fekvése
A falu a Nagy-Küküllő völgyétől északra fekszik, Székelyudvarhelytől 7 km-re délnyugatra. A Bétai-patak folyik rajta keresztül, két részre (Alszeg és Felszeg) osztva a falut.

## Látnivalók
- Római katolikus temploma 1974-1976 között épült (egyházilag Vágás fiókegyháza).